# Pacificus／Helvidius論戰
Pacificus／Helvidius論戰是美國開國元勳亞歷山大·漢彌爾頓和詹姆斯·麥迪遜就總統權力的性質在報刊上展開的一系列筆戰，事涉喬治·華盛頓備受爭議的《中立聲明》。
論戰於1793年至1794年間交鋒，由漢彌爾頓以「Pacificus」為筆名所出的七論，和麥迪遜以「Helvidius」為筆名所撰的五文組成，各文章斷續發表在費城報紙《合眾國公報》上。這些雄文令後人瞭解開國元勳們涉入戰爭之初衷，及美國外交政策的早期基礎。

## 背景
華盛頓頒布於1793年4月22日的《中立聲明》禁止公民「參與任何的海上敵對行動」，實視1778年美法所簽訂的《同盟條約 (1778年)》於無物，該聲明引發傑佛遜民主共和黨人士的批評，認為有違權力分立。又由於法國在美國獨立戰爭期間向美方提供鉅額軍事援助，該宣言也引發希望能於法國發動類似革命的美國人抗議。當法國政府閣員埃德蒙·查爾斯·熱內前往費城以提振親法情緒時，抗議活動更趨激烈。時任副總統約翰·亞當斯事後回想：
……你想必從沒感受過這種恐怖主義，熱內煽動的，在1793年。當時費城街頭萬人空巷，日復一日地，威脅著把華盛頓拖出府邸，在政府內發動革命，或迫使美國宣戰以助法國大革命，對付英格蘭。即使是費城的貴格會教徒中最冷靜、最堅定的頭腦也提點我，除奪走了Hutchinson醫生和Jonathan Dickenson Sargent性命的黃熱病之外，再無物可救合眾國免於全面的政府革命。
1793年6月29日，漢彌爾頓發表名為《捍衛總統的中立聲明》的文章，支持華盛頓行使行政權，並批評反對該聲明的人。其後，他續以「Pacificus」為筆名另發七文，支持對總統權力作出擴張性解釋。反對政府擴張的湯瑪斯·傑佛遜敦促詹姆斯·麥迪遜回應漢彌爾頓這些被他稱之為“異端邪說”的文章：
無人回應，其學說就此被視為獲得承認。看在上帝份上，吾子且手執貴筆，就其最驚人的異端邪說，當眾直斥其非。沒人能夠也願意去站他那邊。在我看來，從未有過這種災難性的任命，堪比於目前在此的(法國)部長。
儘管一開始不情不願，麥迪遜還是同意回應漢密爾頓的印制品，並於8月24日至9月18日期間以“Helvidius”為筆名撰寫五文。麥迪遜於其文中主張從嚴建構行政權。

### 資料來源
- Frisch, Morton. . Liberty Fund. 2007. ISBN 9780865976887.
- Morse, John. . Little, Brown and Company. 1876. ISBN 9780722291238.
- Lofgren, Charles A. . The Yale Law Journal. 1972, 81 (4): 672–702. JSTOR 795214. doi:10.2307/795214.
- Lindsay, James M. . Council on Foreign Relations. June 29, 2020.